# B. Deutung
B. Deutung (* 1968 als Tobias Unterberg) ist ein deutscher Cellist, Komponist, Arrangeur und Musikproduzent.

## Leben
B. Deutung wuchs als Sohn der Kinderfilmregisseurin Hannelore Unterberg in der DDR auf. Im Musikfilm Konzert für Bratpfanne und Orchester, bei dem seine Mutter Regie führte, spielte Unterberg 1976 die Hauptrolle und übernahm im Märchenfilm Verflixtes Mißgeschick! eine Nebenrolle.
Nach der Wiedervereinigung begann seine musikalische Karriere zunächst 1990 bei der Band Catriona, die sich jedoch wenig später auflöste. Mit Jan Klemm (alias Herr Jeh), Titus Jany, Robert Beckmann und wechselnden Bassisten (u. a. dem späteren Rammstein-Mitglied Oliver Riedel) spielte Unterberg unter dem Namen „B. Deutung“ 1991 bei The Inchtabokatables, die bis 2002 bestanden.
2004 begleitete er das Projekt um Milù, Kim Sanders und Peter Heppner bei deren Single Aus Gold, welches zur Unterstützung des DRK diente, als Cellist.
Seitdem war B. Deutung als Live-Musiker unter anderem für Deine Lakaien, New Model Army, Subway to Sally sowie deren Sänger Eric Fish, den er aus der gemeinsamen Zeit bei Catriona kannte, tätig.
2020 wirkte er bei einer Neuaufnahme von Nein, meine Söhne geb’ ich nicht (Reinhard Mey & Freunde zur Unterstützung von Friedensdorf International) mit.
Daneben ist er Produzent zahlreicher Alben unterschiedlicher Musikrichtungen sowie von Hörspielen des SWR2 und des Hörverlags Hamburg. Seit 2006 ist er Cellist der Band Chamber.